# アンチャーテッドシリーズ
アンチャーテッドシリーズ（Uncharted Series）は、ソニー・インタラクティブエンタテインメント (SIE) から発売されているアクションアドベンチャーゲームのシリーズ。2007年から2016年にかけて計5作が発売。さらに1本のスピンオフ作品がある。
数多くのゲーム賞を獲得しているシリーズであり、シリーズ世界累計出荷数は2022年2月時点で4,170万本を超える。日本では『アンチャ』と略されることがある。
タイトルの「アンチャーテッド (Un-Charted)」は、直訳で「地図にない」「未知の領域」を意味している。作中のヒロインのエレナがキャスターを務める番組名であり、4作目で主人公が興すことになる会社名となる。

## 概要
本シリーズは、海賊「フランシス・ドレイク」の子孫を自称するプロのトレジャーハンター「ネイサン・ドレイク」（愛称：ネイト）の冒険を描いたアクションアドベンチャーシリーズである。プレイヤーはネイトを操り、世界を股に掛けた大冒険に繰り出し、財宝を巡って様々な悪の組織と対決しながら、歴史や秘宝、伝説の古代都市の謎を解明してゆく。
シリーズクリエーターのノーティードッグ、およびSCEベンドスタジオによるメインシリーズ5作とスピンオフ1作の、計6作からなる。世界的な人気シリーズであり、第1作『UC』の発売から3年余りでアワード受賞数は300を超え、当時点でのシリーズ世界累計出荷数は2作合わせて800万本を超えていた。
特に『UC2』は、ゲーム界のアカデミー賞とも呼ばれる“AIAS ゲーム・オブ・ザ・イヤー 2009”を受賞した名作である。 以降、シリーズへの注目が強まり、『UC3』は初日の出荷数が380万本を超え大ヒットとなった。その直後には、PS Vitaのロンチタイトルである『UC:GA』も発売され、PlayStation 4専用のメインリーズ5作目『UC4』が2016年5月10日に発売された。。（詳細はシリーズ作品にて）
アンチャーテッドシリーズでは、全てのフィールドがシームレスに繋がっている。PS3の性能を活用した高度なグラフィック、自然の表現、光源処理、水面の表現などは、PS3タイトルの中でも高いレベルに位置する。プレイ中は体力ゲージやマップなどの画面表示を廃し、装備中の銃器や残弾数、照準といったものも戦闘時以外は表示されない。カットシーンとプレイ画面の両方で高品質のグラフィックを実現しており、シームレスに展開する物語や快適なゲームプレイでプレイヤーと主人公の一体感を高めている。
演出やストーリーは多くのアドベンチャー映画を意識しており、プレイヤーがコントローラーを手放せないような、先の展開が気になるストーリーになっている。

## ゲームシステム
本シリーズのシステムは、3DアクションとTPSの要素を組み合わせたものであり、ジャンプ、泳ぐ、つかむ、登る、飛び越る、ロープを使うなどのアクションを駆使して進めていく。ステージには武装した敵兵がおり、銃撃戦やステルスキル等で倒せる。
本シリーズの主人公は、「運によって敵からの攻撃をかわし続ける」が、運は他作品のHPに相当するもので攻撃される度に徐々に低下していく。運の消耗度は赤いエフェクトで表示され、エフェクトがMAXになると攻撃が被弾して死亡する。つまり一部のシーンを除いて、最後に被弾するまでは当たっていないという演出になっている。
武器の種類は豊富であるが、一度に持てるのはハンドガン系の武器1つとロングガン系の武器1つ、グレネード4つだけである。これらの武器は、あらかじめマップに置いてあるものを拾ったり、倒した敵が落とした武器を拾って補充できる。

### マルチプレイヤーモード
マルチプレイヤーモードは、『UC2』から導入され、協力と対戦の2つのモードがある。 協力モードでは、最大3人のプレイヤーが仲間と銃撃戦などを伴うミッションを達成する。ケガをしたり、敵にやられると仲間に救助を求める。 対戦モードでは、最大10人のプレイヤーが各5人の2チームに分かれて対戦する。最も基本的なデスマッチモードでは2チームに分かれ、ヒーローか敵のいずれかとして活躍して、相手チームを倒していく。敵に倒されると5秒後に復活できる。
相手を倒していくとポイントを獲得でき、レベルアップする。レベルアップすることで、キャラクターのコスチュームやブースター(獲得した金で購入する能力強化スキル)などの制限を解除できる。

## シリーズ作品
以下、記載がない場合は日本国内の日程。

### メインシリーズ
アンチャーテッド エル・ドラドの秘宝 (PS3, Uncharted: Drake's Fortune)
2007年12月6日に発売されたシリーズ第1弾。フランシス・ドレイクの残した手帳を手に入れた主人公ネイトが、ジャングルや遺跡、古城を舞台に伝説の財宝「エル・ドラド」を求める冒険を描く。本作のリアルなグラフィックは当時のPS3タイトルラインアップの中では高いレベルに位置するとされる他、多くのアドベンチャー映画を意識した演出やストーリーは王道的な展開が多く、キャッチコピーは「PLAYする映画」。世界累計出荷数は2014年1月時点で469万本。若きネイトとサリーが出会いマゼランの隠した黄金を探す物語を描いた本作のストーリーの前日譚となる実写映画がコロンビア ピクチャーズにより2022年2月18日より公開された。（詳細は「実写映画」を参照）
アンチャーテッド 黄金刀と消えた船団 (PS3, Uncharted 2: Among Thieves)
2009年10月15日に発売されたシリーズ第2弾。ネイトは仲間と一緒にマルコ・ポーロの消えた船団が鍵を握っていた「チンターマニ石」を求めて冒険に出る。新しい舞台はトルコ、ネパール、チベットなどの地域。興趣が尽きないストーリーに、手に汗握るような迫力溢れるゲームプレイ、細部まで拘り作り込まれたクオリティーの高さなどが称賛され、ゲーム界のアカデミー賞と呼ばれる“AIAS ゲーム・オブ・ザ・イヤー 2009”をはじめとする多くのゲーム賞を獲得し、世界累計出荷数は2014年1月時点で633万本を超えるヒット作となった。これにより、アンチャーテッドの名が世界に広く知らされるようになる。また、本作で新たにオンラインモードが導入されている。
アンチャーテッド 砂漠に眠るアトランティス (PS3, Uncharted 3: Drake's Deception)
2011年11月2日に発売されたシリーズ第3弾。ネイトは相棒サリーとともに、アラビアのローレンスもが求めていたとされる幻の古代都市「砂漠のアトランティス」を探しに世界中を飛び回る冒険に出る。舞台はロンドン、シリア、イエメン、ルブアルハリ砂漠などの地域。本作も評価は依然と高く、特にアメリカのゲーム関連情報サイト大手のIGNは本作を「傑作」と称し、評価は10/10点与えた。全世界の初日での出荷数は380万本を超える大ヒット作である。2014年1月時点の累計はで625万本。本作もより洗練されたオンラインモードを搭載しており、17日間にわたって北米で開催されたマルチプレイオープンベータテストでは150万人以上が参加した。吹替版では敵役の声優として夏木マリが登場する。日本でのテレビCMでは、インディージョーンズの主人公として著名なハリソン・フォードが出演した。
アンチャーテッド 海賊王と最後の秘宝 (PS4, Uncharted 4: A Thief's End)
2016年5月10日に発売されたシリーズ第5弾。ネイサンを主人公とする一連のシリーズの最終章。今作では、結婚を機にトレジャーハンターを引退していたネイトが死んだはずの兄サムと再会し、彼と共に幼少期から夢見ていた海賊王ヘンリー・エイブリーの財宝を求め、再び世界一周の旅に乗り出す。それは彼がこれまで経験した冒険で最大のスケールとなり、体力の限界、決意、そして最終的には愛する者を救うために彼がどこまで犠牲にできるかが試される。
今作はシリーズで初めてPS4でリリースされたこともあり、グラフィックのリアルさは過去3作を遥かに凌ぎ、PS4作品の中でもトップレベルとなっている。ストーリーの進行は、過去作ではプレイ中にカットシーンが挿入される形で進んでいたが、今作ではプレイ画面とカットシーンの切り替えがほとんどなく、プレイ画面上でシームレスにストーリーが進行するようになった。また、今作もストーリーは一本道だが、一部のチャプターで「ワイドリニア」という方式が採用されており、そのチャプターではオープンワールドのような広大なマップを自由に探索できる。

### スピンオフ作品
アンチャーテッド 地図なき冒険の始まり (PS Vita, Uncharted: Golden Abyss)
シリーズ初となる携帯ゲーム機専用の作品。2011年12月17日にPlayStation Vitaのローンチタイトルとしてハード本体と同時に発売された。ノーティードッグの監修のもとでSCEベンドスタジオが開発を担当した。フロントタッチパネルと背面タッチパッド、ジャイロセンサーなどPS Vitaの新機能を活用している。2011年1月27日の「PlayStation Meeting」では、開発段階のものがPS Vitaのデモストレーションに使われた。時系列は『UC』1作目のストーリーの前という設定で、ネイトがプロのトレジャーハンターへと成長する冒険が描かれる。舞台は中央アメリカ、かつて多くのコンキスタドールたちが実在すると信じていた伝説の黄金都市「シボラ」を探検する。PS Vita本体自体の売上台数が伸び悩む中、世界累計出荷数は2014年1月時点で112万本を超えている。
アンチャーテッド 古代神の秘宝 (PS4, Uncharted: The Lost Legacy)
PlayStationExperience 2016で発表された、『海賊王と最後の秘宝』の追加エピソード。DLCであるが、2017年9月14日に単体のパッケージおよびダウンロードソフトとしても発売された。主人公は2作目『黄金刀と消えた船団』と3作目『砂漠に眠るアトランティス』に登場したトレジャーハンターのクロエ・フレイザーで、ネイトは登場しない。また、『海賊王と最後の秘宝』で敵役として登場したナディーン・ロスが、クロエの冒険のパートナーとして再登場する。舞台は、『海賊王と最後の秘宝』から半年後のスリランカとインド。古代からインドで崇拝される神「ガネーシャ」の折れた牙を模した秘宝「ガネーシャの牙」を巡り、インド各地のホイサラ朝関連の遺跡を冒険する。

### コレクション作品
アンチャーテッド コレクション (PS4)
2015年10月8日に発売されたコレクション作品。PS3にて発売された『エル・ドラドの秘宝』『黄金刀と消えた船団』『砂漠に眠るアトランティス』の3作品を、PS4でリマスターしたもの。PS3版の第2作・第3作にあったオンラインマルチプレイモードは収録されていない。
アンチャーテッド トレジャーハンターコレクション(PS5, PC)
PlayStation 5版は2022年1月28日、PC版は2022年10月20日に発売されたコレクション作品。 『海賊王と最後の秘宝』と『古代神の秘宝』のリマスター版が収録されている。 シングルプレイのみで、マルチプレイヤーモードは収録されていない。

### 小説
Uncharted: The Fourth Labyrinth （英語）
ISBN 978-0345522177
2011年10月4日にアメリカでデル・レイ・ブックスより発売されたクリストファーゴールデン作のアンチャーテッドシリーズに基づいた英語の小説。日本語通訳版の発売予定はないが、輸入本は購入可能。本作ではネイトがギリシャ神話のミーノータウロスを閉じ込めるために作られたとされるダイダロスの迷宮を探す冒険に出る。出版元によるとこの冒険はスタンドアローンであり、ゲームストーリーの継続性を傷つけないように意図しているという。デル・レイ・ブックスはゴッド・オブ・ウォーやRESISTANCEなどの他のゲームの小説も作っている。

### モーションコミック
Uncharted: Eye of Indra （英語）
2009年10月22日より4部に分けられて順次公開されたアンチャーテッドシリーズに基づいたモーションコミック。『UC』の前編である。言語は英語。ネイト、サリー、エレナ、エディーの他にも新しい登場人物のダニエル・ピンカートンとリカ・ラジャが初登場する。『UC2』ではこのふたりのマルチプレイ用追加スキンが存在するが、国内では未配信。

### 実写映画
2014年、ハリウッドで、本作のストーリーを原作とした実写映画化がコロンビア ピクチャーズにより企画された。
当初ソニー・ピクチャーズは、2021年7月16日の全米公開を予定していたが、新型コロナウィルスによる影響を考慮し、2022年2月11日への延期を正式発表した。2021年4月に公開日を更に1週間先の2022年2月18日とする事を発表した。ネイサン・ドレイク役にはトム・ホランド、ビクター・サリバン役にマーク・ウォルバーグ。監督はルーベン・フライシャー。

### ゲスト出演作品
プレイステーション オールスター・バトルロイヤル (PlayStation All-Stars Battle Royale)
2013年1月31日に発売されたPS3/PS Vita専用対戦アクションゲームのクロスオーバー作品。『サルゲッチュ』のカケルや『ゴッド・オブ・ウォー』のクレイトスなど、歴代PlayStationシリーズの代表的な人気キャラクターがステージ上で共に戦う。ゲームシステムは『大乱闘スマッシュブラザーズシリーズ』などのものと似ている。本作では、アンチャーテッドシリーズの主人公ネイトと相棒サリーが登場しおり、『UC3』に登場した輸送機をモチーフとしたステージも用意されている。

## 登場人物
アンチャーテッドシリーズでの悪役は初めて登場した作品で倒されるため、それぞれ一つの作品にしか登場しない傾向があるが、マルチプレイモードではマッチに使用するアウトロースキン(敵キャラクター)として選ぶことができ、『UC3』のミニミッションでは過去の悪役が再登場する場合もある。

### メインキャラクター
ネイサン・ドレイク - 声：東地宏樹（少年期：池松壮亮、斎賀みつき）
メインシリーズ全作(UC、UC2、UC3、UC:GA、UC4)に登場。
本作の主人公。ドレイクは偽名で本名はネイサン・モルガン。歴史の謎を紐解くプロのトレジャーハンターで愛称は「ネイト」。海洋冒険家「フランシス・ドレイク」の子孫を自負しており、首に下げたリングは彼の遺品で、彼の格言「偉業も小さな一歩から」と彫られており、ネイトのモットーとなっている（『UC3』ではその入手経緯も判明する。なお『UC4』ではストーリー上所持していない）。考古学の豊富な知識と優れた洞察力を持ち、わずかな証拠から歴史の謎を紐解く。皮肉屋だがユーモアに溢れ、危険な状況でも軽口をたたく余裕を失わない。その身体能力は優秀で、銃火器の扱い、格闘術の腕は一流。反面危険な場面でも熱中したり突っ走る点があり、サリー達から窘められる事も多々ある。年齢は30代と設定されており、シリーズ四作目の"海賊王と最後の秘宝"の時点で38歳である。
財宝そのものよりも歴史の謎（特にドレイク卿の足跡）を解き明かす事に命をかける、根っからの｢冒険野郎｣。
ビクター・サリバン - 声：千葉繁
メインシリーズ全作(UC、UC2、UC3、UC:GA、UC4)に登場。
ベテランのトレジャーハンターで愛称は「サリー」。ネイトとは彼が子供時代からのパートナーであり、探検家としてのネイトの師匠でもある。多方面に多額の負債を抱えており金には少々汚く、ネイトからは詐欺師とも言われている。喋りがうまく、未だに若い女性を口説くことも。現在は年齢的に力仕事などはネイトに任せているが、冒険家としての腕、知識は衰えていない｢抜け目ない男｣。だがネイトは｢嘘はついても仲間は決して裏切らない｣と絶大な信頼を寄せている。『UC2』ではスナイパーライフルでの狙撃も披露する。元海軍であり、星座からおおよその場所を導き出すことができる。
ネイトとは25歳年上である。最新作のエピローグにおいて現役引退して、ハバナで余生を過ごしていることが明かされている。
エレナ・フィッシャー - 声：永島由子
『UC:GA』を除くメインシリーズ全作(UC、UC2、UC3、UC4)に登場。
アドベンチャー番組「アンチャーテッド」の司会を務めているジャーナリストで、『UC』ではその縁で出演者のネイトについて行き命懸けの冒険をする事に。『UC2』以降はフリージャーナリストとして世界中を股に掛けて行動している。少々頑固で奔放な性格だが、その行動力はネイトに引けをとらない。女性ながらに銃や乗り物の扱いにも長けており、また古代建築などの知識も豊富である。ネイトの良きパートナーとして数々の活躍を見せる。『UC2』でチベット語、『UC3』でアラビア語が話せることが判明。他に何ヶ国語話せるかは不明。年齢は4作目の時点で32歳。第一作目では「小娘」と呼ばれていた。
クロエ・フレイザー - 声：勝生真沙子
UC2、UC3、UC:LLに登場。
プロのトレジャーハンターでネイトの元彼女。女性であることを武器にし、情報収集や策略を企てるのが得意。またその身体能力もネイトに引けを取らない。どこか掴み所のない奔放な性格である。

### サブキャラクター
複数のゲームでは登場しないキャラクター。それぞれの詳細は各キャラクターの登場するゲームのページを参照。
『UC』の登場人物
- ガブリエル・ローマン - 声：土師孝也
- アトック・ナヴァロ - 声：奥田啓人
- エディー・ラジャ - 声：高木渉

『UC2』の登場人物
- ハリー・フリン - 声：神奈延年
- ゾラン・ラザレビッチ - 声：菅生隆之
- テンジン - 声 : Pema Dhondup
- カール・シェーファー - 声：大木民夫

『UC3』の登場人物
- キャサリン・マーロウ - 声：夏木マリ[13]
- タルボット - 声：山路和弘
- チャーリー・カッター - 声：石塚運昇
- ラムセス - 声：稲葉実
- サリーム - 声：遠藤大輔

『UC：GA』の登場人物
- マリサ・チェイス - 声：世戸さおり
- ジェイソン・ダンテ - 声：中尾隆聖
- ロベルト・グエロ - 声：間宮康弘

『UC4』の登場人物
- サミュエル・ドレイク - 声 : 井上和彦
- ナディーン・ロス - 声 : 小島幸子
- レイフ・アドラー - 声 : 内田直哉
- ヘクター・アルカサル - 声 : 西村知道

『UC：LL』の登場人物
- ナディーン・ロス - 声 : 小島幸子
- サミュエル・ドレイク - 声 : 井上和彦
- アサーブ - 声 : 宮本充
- ミーヌ - 声 : 飯沼南実

## 開発
アンチャーテッドはアクションアドベンチャーのジャンルをクラシックでありながら、現代の解釈で表現している。1930年代のマチネのシリーズ物に見られるギリギリでの脱出やハラハラな展開を参考にし、これらの要素を拾って21世紀向けにどう組み直せるか考え始めたのがアンチャーテッドの誕生のきっかけである。
ノーティードッグは一大スタジオでありながら、仕切りの少ない小規模なスタジオの雰囲気を保っており、上下関係などは存在せず常に社員同士で意見交換が行われている。ゲームプレイの改善を目的とした上の駄目だしも少なくはなく、この環境はクオリティーの高いゲームを制作する秘訣であるという。また、ゲームだけではなく、アートの世界でも痕跡を残そうとするノーティードッグの「流儀」に従い、アンチャーテッドではあらゆる細部まで拘り作り込まれていることが確認できる。
高度なグラフィック処理はノーティードッグの独自のエンジン開発が実現している。『UC2』からは物理エンジンにHavokが採用されている。全作の開発にはモーションキャプチャーテクノロジーが利用されており、登場キャラクターの動きを人間のものと合わせることができ、スムーズに開発が進むメリットがある。また、役者の表情もカメラで読み取っているので、キャラクターにリアルで自然な表情が生み出されている。
『UC』は開発期間が短く、PS3のCellプロセッサーの計算能力の約3割しか使用していなかったが、『UC2』は開発期間は長く、より高度なエンジンを作り上げる余裕があったといい、結果として『UC2』ではPS3の計算能力の9割以上は使用しているという。『UC3』では、より完成度の高いマルチプレイヤーモードを追求し、様々な部分がオンライン向けのつくりに組み直されている。

## 登場する武器

### ピストル
セミオートピストル
- PM-9mm (UC, UC:GAに登場)

ゲーム序盤から多く手に入る武器。『UC』での初装備でもある。初期装備品ながら意外と高性能。欠点は弾数の少なさと撃つ時の反動。
- 45ディフェンダー (UC2, UC3, UC:GA)

ゲーム序盤から多く手に入る武器。『UC2』での初装備でもある。初期装備品ながら意外と高性能。欠点は弾数の少なさと撃つ時の反動。クロエの愛用するものにはスライドにドクロと赤い花びらの模様が入っている。
- 92FS-9mm (UC, UC2, UC:GA)

ゲーム終盤で多く手に入る。PM-9mmの強化版で欠点だった弾数と反動も改善されている。
- Desert-5 (UC, UC2, UC:GA)

当たればほぼ1発（高難度の場合2発）で倒せる強力武器。しかし、敵の手に渡っているときは1発でも喰らえば死亡ないし瀕死になる厄介な武器。反動が大きすぎるのが欠点。レーザーサイト付き。エディーはこれの黄金銃を愛用している他、フリンも終始使用している。
- P08-9mm (UC2)

ゲーム中盤で手に入る武器。ゲーム中わずかしか使うチャンスが無い。チベット探検隊が使っていたとされる旧式の武器で性能は悪い。
- 麻酔銃 (UC2)

非殺傷武器で序盤のみ使える。極端に射程が短いため接近しないと届かない上、一発毎にリロードが必要。
- Para 9 (UC3)

ゲーム中盤から登場。.45ディフェンダーと比べた場合、射撃時の反動が少ない、連射が効く、装弾数が多いといった特徴を持ち、これといった短所がないバランスの取れた武器。.45ディフェンダーやサイレンサーの上位武器。『UC3』における92FS-9mmといった所。
- Silenced Pistol (UC3)

初期装備武器。ゲーム序盤から登場。シリーズを通して登場した92FS-9mmにサイレンサー（サプレッサー）を装備したもの。射撃時の反動が少なく、軽装備の敵を2発で倒せ、何より発砲音が無いので比較的扱いやすい武器。短所は装弾数の少なさと、その用途から扱える場面はごく一部に限定される。これが登場する関係上からかサプレッサー非装着型の92FS-9mmは『UC3』では使用できない。
フルオートピストル
- Micro-9mm (UC, UC2, UC:GA)

フルオート連射可能。全弾消費時の威力は高いが、弾の消費も早い。
- Arm Micro (UC3)

ゲーム中盤から登場。威力は低いものの他の武器にはない圧倒的な連射性能を持つ。弾幕を張ることで突撃してくる敵の牽制や、複数の敵に囲まれたとき突破するのに向く。比較的手に入れやすく、接近戦においては優れた性能を誇る。短所は射撃時の反動が大きいため、長距離射撃には不向き。
- Raffica Pistol (UC3)

ゲーム中盤から登場。3連射方式のピストルであり、Arm Microに比べて射撃時の反動が少ない。一度の射撃で三発撃ち込むので敵を素早く倒せる。短所は装弾数が他のピストルと同じであるため弾切れを起こしやすく、Arm Microのように弾幕を張るには不向き。
リボルバー
- Wes-44 (UC, UC2, UC3, UC:GA)

こちらも非常に強力で1、2発で仕留めることが可能。その分入手回数は少ない。シリーズ通してサリーが愛用しており幾度か失うにもかかわらずその度新調するのか必ずこの銃を持っているのは彼なりの拘りがあると思われる。
- Mag 5 (UC3)

ゲーム終盤で登場。射撃時の反動が比較的少なく、ほぼ一撃で軽装備の敵が倒せるリボルバー式ピストルとしてはバランスの取れた武器。
- Tau Sniper (UC3)

ゲーム中盤から登場。他のピストルにはない特徴としてスコープを標準装備しており、狙撃銃感覚で扱える。レーザーサイトを用いて狙ってくる敵が必ず所持しているため、リボルバー式ピストルの中では一番手に入れやすい。
- バロック .44 (UC4)

### ライフル
アサルトライフル
- AK-47 (UC, UC2, UC3, UC:GA)

両手持ち武器としては前半戦で多く手に入る。弾数は多いが威力、集弾率、リロード性能が低い。
- M4 (UC, UC2, UC:GA)

アサルトライフル上位版。集弾率が大きく改善されているが、リロードは相変わらず遅い。
- MP40 (UC, UC2)

Micro-9mmよりさらに攻撃力と装弾数が上がった上位版。『UC』では終盤戦で多く手に入り『UC2』でも特定のチャプターでのみ旧式の銃として投棄されていた物を拾える。
- M9 (UC3)

ゲーム終盤から登場。過去シリーズでお馴染みだったM4に相当する。AK-47やKAL7の上位武器。AK-47やKAL7と比べた場合、フルオート射撃時の反動が少ない、手に入れやすく、これといった短所がない扱いやすい武器。
- KAL 7 (UC3)

ゲーム中盤から登場。AK-47を小さくしたモデル。短所は威力はM9・G-Mal・FAL SSと同等でありながら、銃床が無いためか射撃時の反動が大きいため、使いこなすには少しコツがいる。
アサルトライフル（スコープ付き）
- FAL (UC2, UC:GA)

連射はできないが威力は高い。3連射方式でダットサイトが付いている為それを用いた精密射撃が可能なため、中距離や遠距離にいる敵をピンポイントで射撃する場面で威力を発揮する。
- G-Mal (UC3)

ダットサイトを装備した3連射方式のアサルトライフル。フルオート射撃は出来ないものの、ダットサイトを用いた精密射撃が行なえ、3連射方式のため射撃時の反動が少ない、装弾数が多い、手に入れやすいなどこれといった短所がないバランスの取れた武器。
- FAL SS (UC3)

マルチプレイにのみ登場。前作にも登場したダッドサイトを装備したアサルトライフル。ダットサイトを用いた精密射撃が可能。前作のFALとは勝手が違いこちらはセミオート射撃となっていて威力がある分、弾数が少ない。扱いには慣れが必要。
スナイパーライフル
- ドラゴンスナイパー (UC, UC2, UC3, UC:GA)

軽装備兵士を一発で倒すことのできる最強の銃。ズームも可能。レーザーサイト付き。
- T-Bolt Sniper (UC3)

長距離射撃特化のボルトアクション式スナイパーライフル。威力と一発撃つごとに再装填が必要な手動装填式ながら次弾射撃までの間隔がセミオート式のDragon Sniperと遜色なく、狙撃銃としては随一の高性能を誇る。

### ショットガン・重火器・その他
ショットガン
- Moss-12 (UC, UC2, UC:GA)

接近戦では無類の強さを誇るが、集弾率の悪さから遠距離ではパフォーマンスが大きく低下する。1発ごとに排莢のため連射も不可。
- SAS-12 (UC, UC2, UC3, UC:GA)

ゲーム後半で手に入るショットガン。集弾率が向上し、ある程度の距離までなら威力を維持できるようになる。
- Sawed Off Shotgun (UC3)

中折れ式ダブルバレルのショットガン。接近戦において強力な武器。短所は装弾数が圧倒的に少なく、特性から遠距離射撃には不向き。『UC2』ではラザレビッチも愛用しているがプレイヤーは使用できない。
- Pistole (UC2, UC3)

ソードオフ元折二連ショットガンである。前記の物とは形状が異なりハンドガン扱いである。
グレネードランチャー
- M79 (UC, UC:GA)

ゲーム中わずかしか使うチャンスが無いが、威力は絶大。爆風は貫通効果もあるため、壁に隠れてる敵も倒すことができる。『UC:GA』では、放物線を描いて飛ぶ様になった。
- M32 (UC2, UC3)

M79とほぼ同じ武器だがRPGの登場に際して性能が修正されリボルバー式になり連続射撃が可能になった他、射程が短くなり放物線を描いて飛ぶ様になった。
- GP32-BND (UC:GA)

ハンドガンタイプのグレネードランチャー。威力や性能はM79に似ており、見た目はPistoleに似ている。
ロケットランチャー
- RPG (UC2, UC3, UC:GA)

威力は最大。だが持てる弾数が少なく、入手回数も少ない。特定の敵はこれを使わないと倒せないほか、特定イベントを進めるためにも必要になる。
ガトリングガン
- GAU-19 (UC2, UC:GA)

高火力だが重く移動の速度が落ちる他、初弾発射までタイムラグがあるため隙が大きい。背中には背負えないため、他の武器に切り替えるとその場に投げ捨てることになる（再度拾うことは可能）。また、持ったままエリア移動はできない。
機関銃
- PAK-80 (UC3)

ゲーム終盤で登場。固定銃座を除き唯一の機関銃。短所として所持している間は移動速度が大幅に低下してしまうが、それ以外では威力・装弾数・連射性能等、トータルで非常に強力な武器である。背中には背負えないため、他の武器に切り替えるとその場に投げ捨てることになる（再度拾うことは可能）。また、持ったままエリア移動はできない。
- 固定銃座 (UC, UC2, UC3, UC:GA)

装甲板との一体型やジープやトラックに搭載された物等数種類が存在し圧倒的な火力を誇るが背後ががら空きになる為後ろからの攻撃と接近されると弱い他、側面からの攻撃のにも無防備。『UC2』のみ、イベントの時に使用する物以外は有限になっている。
クロスボウ
- クロスボウ (UC2)

極一部のキャプチャーでのみ使用可能で銃に比べ威力は高いが、1発ずつリロードをしなくてはいけないという欠点がある他そのリロードも遅い。
グレネード
- MK-NDI (UC, UC2, UC3, UC:GA)

最大4コ持つことができる手榴弾。効果範囲は見た目以上に狭い。『UC2』では銃を構えながら真正面へ投擲できたり、『UC3』では投げ返すことが可能になった。
アイテム
- シールド (UC2, UC3)

防御用の盾。使用中は、移動速度が極端に遅くなり、ハンドガンしか使えなくなる。『UC3』では背中に背負う武器の代わりに背中に背負える様になった。
- ガスボンベ (UC2, UC3)

可燃性気化ガスが入ったタンク。撃つと爆発する。運んで投げることが可能。

## 用語
アンチャーテッドシリーズのストーリーでは、実在した冒険家や伝説が話題とされることが多い。

### 人物
フランシス・ドレイク
実在したイングランド出身の私掠船船長、海軍提督。アルマダの海戦などで活躍し、エリザベス一世によるスペイン貿易船への多大な「公認海賊行為」によって巨万の財宝を得、イギリス人初となる世界一周を成し遂げている。その航海で得た宝はエリザベス1世に献上されたが、実はフランシス卿が献上せず残しているお宝があるとされており、ネイサンは『UC』や『UC3』などでその謎や宝を追っている。また、フランシス卿が死去した際、鉛の棺に納められ海中に沈められたとされる。この棺は現在も見つかっていないが、『UC』でネイトが見つけたところからアンチャーテッドシリーズのストーリーが始まる。
生涯子供がおらず子孫は断絶したとされているが、ネイトは彼の隠された子孫を名乗っている。
マルコ・ポーロ
『UC2』のストーリーに関わる。24年間、全行程15,000kmの旅をして宝を得て帰ってきた、｢東方見聞録｣等でも有名な実在した冒険家。ゲームでは、「マルコ・ポーロの日記」が秘宝「チンターマニ石」を探す手がかりとなる。ラテン語で書かれており、その内容は、マルコ・ポーロが率いた船団のうち、詳細な記録のない消えた13隻の船を示唆するものである。
マルコス・デ・ニサ
『UC:GA』のストーリーに関わる。フランシスコ会の修道士でシボラを発見したと言いコンキスタドールのシボラ探検のきっかけを作った。作中ではシボラを発見していて、そこである秘密を知ったため同行したコンキスタドールを殺害してシボラの存在を隠したとされる人物。
ヘンリー・エイヴリー
『UC4』のストーリーに関わる。17世紀の海賊で、巡礼を終えメッカから本国へ帰るムガル帝国の皇帝アウラングゼーブの船を捕まえて膨大な財宝を手に入れた。その功績から海賊王や大海賊と呼ばれた。また作中では彼の財宝は何億ドルもの価値があるとされていて、ネイサンは過去にエイヴリーの財宝を探し一度は断念したが、『UC4』では再びエイヴリーの財宝を探す冒険に出る。

### 伝説都市
エル・ドラド
『UC』のストーリーで語られる、アンデス山脈に伝わる黄金郷にまつわる伝説で、エルドラドは「黄金の人」の意味。作中では黄金郷ではなく、前述の黄金の人に関連した豪華絢爛な像となっている。そして手に入れようとしたものには呪いがかかるという。『UC』はこの「エル・ドラドの秘宝」を巡り物語が進行していく。
シャングリラ　(シャンバラ)
『UC2』に登場する。シャングリラは、イギリスの作家ジェームズ・ヒルトンが1933年に出版した小説『失われた地平線』に登場するチベットの未知の地域にある理想郷（ユートピア）の名称。シャンバラは、時輪タントラに登場し雪の積もった山々の奥深くにあって何億もの町があるとされる伝説の王国の名称。作中ではそこにある"生命の樹"の樹液はそれを飲んだ者を不死身にする力があるとされる。ラザレビッチが追っていた財宝はこの樹であった。
砂漠のアトランティス
『UC3』に登場。アード族が建設した円柱が数多く立ち並ぶ伝説の都市、アッラーフによって滅ぼされたとされる。「アラビアンナイト」やクルアーンなどの古代の書物などにも登場し　映画『アラビアのロレンス』のトーマス・エドワード・ロレンスなど、著名な冒険家が追い求めたとされる幻の古代都市。ネイトとサリーがこの幻の都市を探しに世界を飛び回る壮大なアドベンチャーが繰り広げられる。別名「ウバール」「アラム・オブ・ザ・ピラーズ」「円柱のイラム」「真鍮の都」。ネイト曰く「内容はどれも一緒」
アトランティス（※参考）
古代ギリシアの著書『ティマイオス』及び『クリティアス』の中で記述された、大陸と呼べるほどの大きさを持った島と、そこに繁栄した王国のことである。強大な軍事力を背景に世界の覇権を握ろうとしたものの、ギリシャ神話の神ゼウスの怒りに触れて海中に沈められたとされている。「神に滅ぼされた幻の古代都市」という共通点から「砂漠のアトランティス」にこの語句が含まれる。
シボラ
『UC:GA』に登場。伝説上の黄金都市。エル・ドラードや若返りの泉と同様、16世紀のコンキスタドールたちやフランス人植民者によって北アメリカに実在すると信じられ、探険が数多く行われた。ネイトたちはこの黄金都市を探す。
リバタリア
『UC4』に登場。マダガスカル島に17世紀の海賊達が作ったとされる伝説の国。トマス・テューなどの著名な海賊が関わったとされており、当時としては珍しい民主主義的な政治形態をとっていたとされる。

## 経過
特に記述がない場合、発売日は国内のものとする。
- 2006年
  - 5月08日 E3 2006で『UC』を初公表。
- 2007年
  - 11月15日 『UC』の体験版が配信開始。
  - 12月06日 『UC』が発売。
- 2008年
  - 12月03日 『UC2』を初公表。
- 2009年
  - 6月25日　コロンビア ピクチャーズが『UC』を原作とした実写映画の制作を初公表[22]。
  - 9月03日 『UC』PlayStation 3 the Best版が発売。
  - 10月15日 『UC2』が発売。
- 2010年
  - 1月29日 『UC2』の体験版が配信開始。
  - 2月18日 『アンチャーテッド TWIN PACK』が発売。
  - 2月18日 『UC2』が『AIAS[注 1]: Game of the Year 2009』を受賞。
  - 10月12日 『UC2』Game of The Year Editionがアメリカで発売。
  - 12月09日 『エンターテインメント・ウィークリー』で『UC3』を初公表。
- 2011年
  - 1月27日 『PlayStation Meeting 2011』で『UC:GA』を初公表。
  - 6月28日 『UC3』のマルチプレイヤーオープンベータテストがアメリカで開始。(7月14日まで)
  - 7月29日 『UC3』の3DPVが、国内9つの映画館で、上映前に公開。(8月12日まで)
  - 8月25日 『UC2』PlayStation 3 the Best版が発売。
  - 9月29日 『UC3』のSUBWAYとのコラボキャンペーンCMがアメリカで放送開始。
  - 10月03日 『アンチャTV ～超冒険的新感覚テレビ～』がテレビ東京で放送開始。(10月27日まで)
  - 10月19日 ハリソン・フォード出演の『UC3』のテレビCMが国内で放送開始。
  - 11月02日 『UC3』が発売。(オリジナルDUALSHOCK 3 同梱版も含む)
  - 12月15日 ハリソン・フォード出演の『UC:GA』のテレビCM放送開始。
  - 12月17日 『UC:GA』が発売。
  - 12月27日 『UC:GA』の体験版が配信開始。
- 2012年
  - 8月28日 『UC3』Game of The Year Editionがアメリカで発売。
- 2013年
  - 3月14日　『UC3』PlayStation 3 the Best版が発売。
  - 10月10日 『UC:GA』PlayStation Vita the Best版が発売。
  - 11月14日　ニューヨークのPS4発売イベントにて『UC4』が発表[6]
- 2015年
  - 10月8日 『UCコレクション』が発売。
- 2016年
  - 5月10日 『UC4』が発売。
- 2017年
  - 9月14日 『4』のDLCとして『古代神の秘宝』が発売。
- 2022年
  - 1月28日 『UCトレジャーハンターコレクション』が発売。
  - 2月18日 映画『アンチャーテッド』が公開。